# Badmintonligaen
Badmintonligaen er Danmarks bedste badmintonrække for klubhold. Ligaen administreres af Badminton Danmark.

## Deltagende

### 2024-25 sæsonen
- Gentofte
- Hvidovre
- Højbjerg VIA/Biler (M)
- RSL Odense OBK
- Skovshoved
- Solrød Strand
- Team Skælskør Slagelse
- Vendsyssel
- Væreløse
- Aalborg Triton (O)

### 2016-17 sæsonen
- Greve Strands Badmintonklub
- Højbjerg Badmintonklub
- Ikast FS Badminton
- Odense Badmintonklub
- Skovshoved Badminton
- Solrød Strand Badmintonklub
- Team Skælskør-Slagelse
- Vendsyssel Elite Badminton
- Værløse Badminton
- Aarhus Badmintonklub